# Hålsjön (Borås socken, Västergötland)
Hålsjön är en sjö i Borås kommun i Västergötland och ingår i Rolfsåns huvudavrinningsområde. Sjön är 13 meter djup och har en yta på 0,0498 kvadratkilometer.